# Sărata
Sărata è un comune della Romania di 2 304 abitanti, ubicato nel distretto di Bacău, nella regione storica della Moldavia.
Il comune è formato dall'unione di 2 villaggi: Bălțata e Sărata.
Sărata è comune autonomo a seguito della Legge N. 84 del 5 aprile 2004, essendo stato scorporato dal comune di Nicolae Bălcescu.